# 極限共和國
《極限共和國》是由育碧安錫開發並由育碧發行在PlayStation 4、PlayStation 5、Google Stadia、Microsoft Windows、Xbox One和Xbox Series X/S平台的體育遊戲，2021年10月28日於全球公開發售。

## 遊戲玩法
《極限共和國》是一款極限運動遊戲，遊戲中主要的5種運動包括山地騎行、滑雪、單板滑雪、飛鼠裝和滑板。這款育碧稱之為「大型多人運動遊戲」的作品能讓最多64名玩家在大規模競速中較量。不過PS4和Xbox One版本只支援20多名玩家。玩家還可以選擇6對6競賽模式「特技戰」。在「特技戰」中，各個隊伍需要盡可能多地施展特技以賺取積分，分數最高的隊伍獲勝。《極限共和國》的開放世界地圖是由猛獁山、優勝美地、大提頓、紅衫、布萊斯峽谷、錫安和峽谷地7個位於美國西部的國家公園融合在一起的。遊戲中還有社交中心讓玩家互相見面交流。
在「職涯模式」，玩家可以參加6種不同的競賽項目（自由式單車、競速單車、自由式滑雪、競速滑雪、飛鼠裝和火箭飛鼠裝），每種職涯有各自的進度。玩家會逐步地達到重要的里程碑，比如被邀請參加UCI山地自行車世界盃、紅牛墜山賽、紅牛兜風大賽和世界极限运动会等比賽，並與現實存在的體育贊助商簽約。最終的目標是參加被稱為「前所未見包含所有運動的多項目比賽」的「極限山脊邀請賽」。在這個活動中，玩家可以在各種運動之間隨意切換。隨著玩家在職涯模式中的進展，他們將解鎖新的裝備、服裝和化妝物品。

## 開發
《極限共和國》的開發商為育碧安錫，此前曾製作同為極限運動遊戲的《極限巔峰》。《極限共和國》的開發始於2017年，開發團隊包括來自蒙彼利埃、贝尔格莱德、浦那、柏林、基輔和敖德薩等育碧工作室的成員。開發團隊使用GPS資料來重現國家公園的地貌，儘管這7個國家公園在現實世界中位於不同地域，但開發團隊將這幾個國家公園融合在一起，打造了一個單一的開放世界供玩家探索。開發團隊之所以選擇這幾個國家公園作為遊戲設定，原因是極限運動賽事常在這裡舉辦。工作室還派了一個小隊前去參觀這幾個國家公園，以確保能在遊戲中準確展現。
跟《極限巔峰》一樣，《極限共和國》不是一款模擬遊戲，開發團隊盡可能地將遊戲玩法設計的簡單易懂。開發團隊與專家和運動員合作，以確保遊戲中的體育活動足夠可信。例如，不同的自行車品牌會有能夠「模擬現實行為」的統計資料。因《極限巔峰》在2019年初作為PlayStation Plus會員的免費遊戲後吸引了超過1000萬名新玩家，團隊決定將《極限共和國》設計打造成以「網路社群的興奮和友情」為重心的社交遊戲。
《極限共和國》在2020年9月10日的「Ubisoft Forward」線上發表會公開。原預定於2021年2月25日發售，不過育碧於2021年1月宣布延期。之後又定於2021年9月2日發售，最後推遲至10月28日發售。先行預購遊戲的玩家會收到包含多個造型的兔子組合包。該遊戲以三種版本發行，並預計於發行後推出DLC。於2021年10月28日在Microsoft Windows、PlayStation 4、PlayStation 5、Google Stadia、Xbox One和Xbox Series X/S平台發行。
2023年9月26日推出擴充內容「滑板」。

## 評價
根據匯總媒體Metacritic，《極限共和國》獲得了「普遍好評」的評價。《Game Informer》的布雷克·黑斯特（Blake Hester）為《極限共和國》打出6.75/10分，並指出「儘管我喜歡《極限共和國》中的競賽，但總體來說，我不能說我很享受與它相處的時光。這是一個錯失良機的遊戲，專注於所有錯誤的事物，使其成為一個值得跳過的體驗。」
其他的評論正面了許多，像是GamesRadar的喬許·衛斯特（Josh West）為《極限共和國》打出4/5星，稱作品「將樂趣、自由度和社群擺在首位」。GameSpot的理查·維克林（Richard Wakeling）則打出8/10分，稱《極限共和國》是個「既刺激又平易近人的多樣化極限運動遊樂場」。

### 獎項和榮譽
| 年份 | 獎項               | 類別              | 結果 | 來源   |
| ---- | ------------------ | ----------------- | ---- | ------ |
| 2021 | Gamescom大獎       | 最佳運動遊戲      | 獲獎 | [ 29 ] |
| 2021 | Gamescom大獎       | 最佳多人遊戲      | 提名 | [ 29 ] |
| 2021 | Gamescom大獎       | 最原創遊戲        | 提名 | [ 29 ] |
| 2021 | 遊戲大獎           | 最佳體育/競速遊戲 | 提名 | [ 30 ] |
| 2022 | 第25屆D.I.C.E.大獎 | 年度運動遊戲      | 提名 | [ 31 ] |

## 外部連結
- 極限共和國的X（前Twitter）